# Союз (концерн)
Концерн «Союз» (студія «Союз») — російський фінансовий і комерційний концерн аудіо, відео і кінопродукції, заснований 1988 року в Москві. Випускав аудіокасети і диски зі збірниками кращих пісень свого виробництва (з 1991) і відеокасети з кліпами, фільмами, серіалами, мультфільмами і мультсеріалами під своїм виробництвом «Союз-Відео».

## Історія
Концерн «Союз» засновано 1988 року в Москві, де в території діяльності він був на вулиці Новослободської там же в місті.

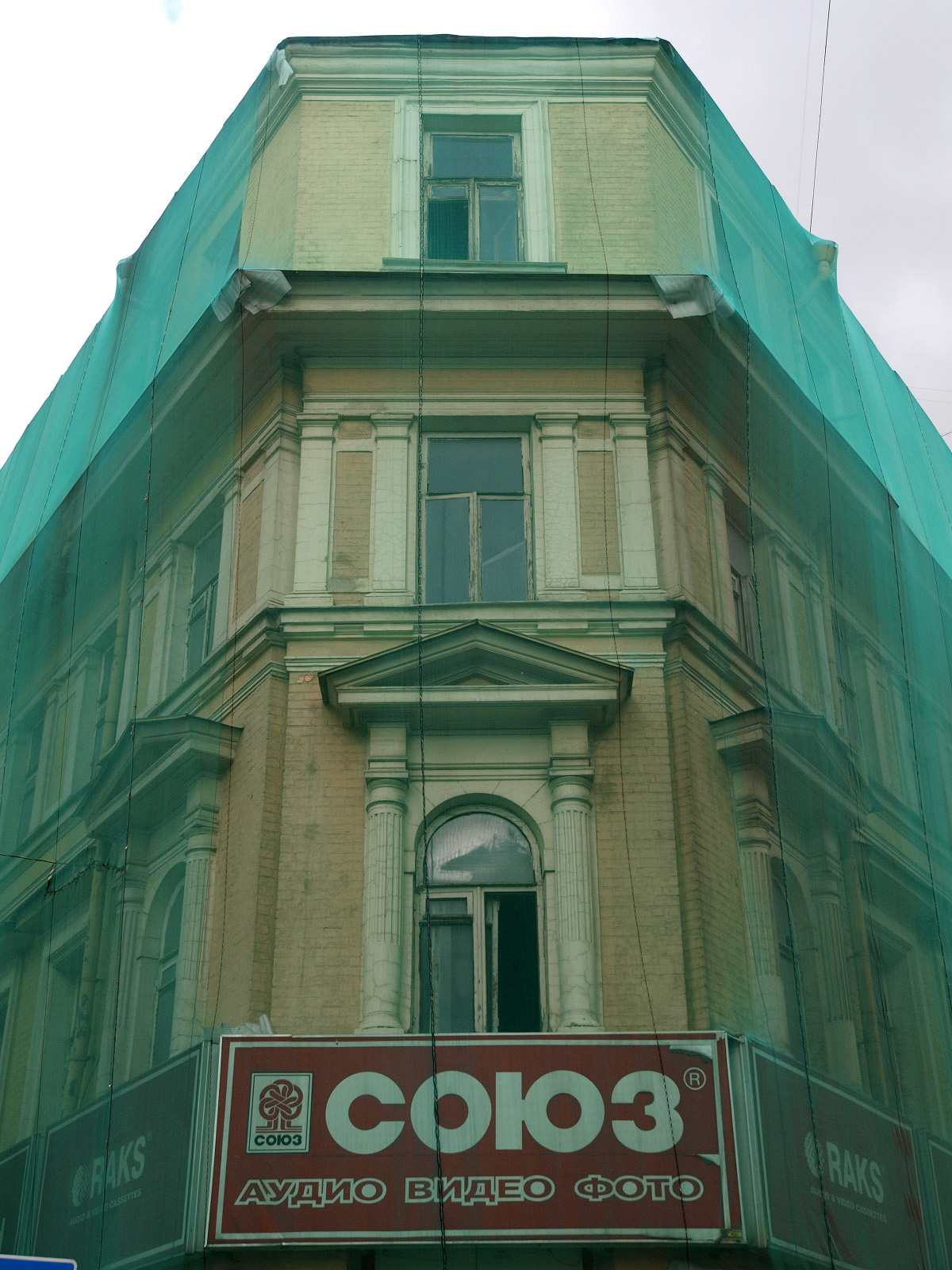
Штаб-квартира концерну на Арбаті, в Москві (фото 3 серпня 2008 року)

Концерн має другу іншу назву «Студія „Союз“», під якою випускав збірники своїх пісень різних виконавців. Його артистам були Альона Апіна, Мурат Насиров, Лариса Черникова, Шура, Андрій Губін, Професор Лебединський (Олексій Лебединський), Тетяна Буланова, Азіза, Ніка, також гурти: Восток, Дюна, Русский размер, МБ, МГК і інші.
Також випускав відеопродукцію на відеокасетах «Союз-Відео» VHS (кліпи, фільми, серіали, мультфільми і мультсеріали (іноземні і російські)), також свої концерти, такі як: Союз 21 (1997), де виступають його артисти.
В 1991 році концерн випускає 1 збірник «Союз 1», в тому числі вийшло 62 випуску (на 2018).
Найвідомішими і найпопулярнішими збірками є: «Союз 20» і «Союз 21» 1997 року, також 22 і інші. В них входять відомі і популярні пісні, такі як: «Отшумели летние дожди», «Холодная луна» (Шура), «Мальчик хочет в Тамбов» (Мурат Насиров) та інші.
В теперішній час збірки не видаються, у 2018 вони перестали після 62 випуску видаватися, але концерн не закрився.
Також концерн випустив свої інші збірки «Двигай попой!» (танцювальні хіти) і «Танцювальний рай» (теж танцювальні хіти) та інші.
Генеральний директор концерну — Олександр Бочков і генеральний продюсер концерну Олександр Іратов (чоловік Олени Апіної) та інші творці і засновники концерну.

## 1991

### Союз 1
Сторона 1
А-Студио — Белая река
Комиссар — Наше время пришло
Александр Айвазов — Белая магия
Кристина Corp. — Снег на розах
Дюна — Привет с большого бодуна
На-На — Свет в твоем окне
Амадеус — Маленькая Верочка
Бородино — Все, что было, прощай!
Шахерезада — Султан
Татьяна Буланова и группа «Летний сад» — Не плачь
Ты и я — Святая ложь
Сторона 2
Владимир Мальцев — Стюардесса
Наташа Королева — Синие лебеди
Сергей Васюта и группа «Сладкий сон» — На белом покрывале января
Алла Пугачева — Встреча в пути
Нестор — Буква А
Метрополь — Девчонка-недотрога (Какая ты суровая!)
Бойкот — Мчится лихая конница
М. Гилинский — Больница
Ночь — Ночное такси
Каир — Я помню
Виктор Королев — Бродвей
Андрей Лукьянов и группа «Окно» — Хорошо
Александр Ситковецкий — Инструментал (Лилия небес)

### Союз 2
Сторона 1
Каир — Товарищ Чингачгук
Владимир Шурочкин — Эммануэль
Сергей Бурмистров — Пой, певица!
Нестор — Ветер
No artist — Ролик студии «Союз»
Суровый февраль — Комиссары
Ласковый бык — Тусовка
Анастасия — Давай поговорим
Гран-при — Светка
Рома Жуков — Мои девчонки
А-Студио — Пинг-понг
Сторона 2
Александр Айвазов — Нецелованная девчонка
Наташа Королева — Желтые тюльпаны
Михаил Гладков и группа «Золотой теленок» — Это не Рио-де-Жанейро
Игорь Тальков — Я вернусь
No artist — Ролик студии «Союз»
Елена Давидова и группа «Кошки» — Кошкам не до сна
Владислав Агафонов — Белая акация
Виктор Королев — Не уходи
Кар-Мэн — Сингапур
Наталья Сенчукова и группа «Малина» — Хочу смеяться!
Владимир Маркин — Белая черемуха

### Союз 3
Сторона 1
Олег Газманов — Морячка
Фристайл — Метелица
Олег Хромов — Маха
Юрий Шитов — Дождь
Иван Заболотник — Не обещай
Ночь — Лунная ночь
Сергей Васюта и группа «Сладкий сон» — А любовь всегда права
Евгений Шахрай — Воспитанники
Цуркан — Насмешница
Александр Айвазов — Невеста
Саунд — Девочка с панели
Ваня Попов — Шапокляк
Сторона 2
Ласковый бык — Казань
Теле-поп-шоу — Танцы на улице
Компромисс — Кто-то танцует
Владимир Мальцев — Белый шарф
Три банана — Никогда
Владимир Мордакин — Жизнь, меня бей!
Ника — Три хризантемы
Елена Давидова и группа «Кошки» — Милый мальчик
Кар-Мэн — Bad russians
7х8 — Кокосовой остров
Виктор Королев — Сара
Сергей Бурмистров — Милая

### Союз 4
Сторона 1
No Artist — Рэп
Гуляй поле — Рубаха красная
Алёна Апина — Ксюша
Фристайл — Больно
Колледж — Деньги
Забытый разговор — Арабское золото
Игорь Селиверстов — Санта Лючия
Странники — Хрустальный корабль
Игорь Саруханов — Я хочу побыть один
Богдан Титомир — Делай как я!
Прима-Балерина — Девочка-невеста
Лесоповал — Я куплю тебе дом
Дюна — Корефана
Сторона 2
Флоктус — Денег дай
Кар-Мэн — Бомбей буги
Цуркан — Лето
Электроклуб — Верни мне прошлое, скрипач!
Антикварный магазин — Ты уходишь
Барби — Примерь счастливое лицо
На-На — Май
Планета икс — Лебеди
У. Гетманский — Южный ветер
Теле-поп-шоу — Танцуй в темноте
А. Коробкин — Синеглазое лето

## 1997

### Союз 19
Сторона 1
Восток — До встречи
Алёна Апина — Электричка
Профессор Лебединский — Я убью тебя, лодочник!
Рок-острова — Ничего не говори
Ника — Бумажные цветы
Светлана Рерих — Аленький цветочек
Владимир Пресняков — Обмани меня
Николай Трубач — Пять минут
Алиса Мон — Алмаз
МБ — Аэропланы
Азиза — Все или ничего
Александр Иванов и группа «Рондо» — Боже, какой пустяк!
Сторона 2
Владимир Пресняков — Черное море
3 in a house — Борис Ельцин
Анжелика Варум — Зимняя вишня
Вячеслав Быков — Любимая моя
Дюна — Алка-фиалка
Александр Айвазов — Время-река
Mr. Credo — Hsh bola
Президент и Амазонка — Жу-жу
Татьяна Овсиенко — За розовым морем
Виктор Королев — Три недели
Ляпис Трубецкой — Ау-ау
Борис Гребенщиков — Темная ночь

### Союз 20
Сторона 1
Сергей Демидович (Демидыч) — Любовь
Татьяна Овсиенко — Не забудь
Александр Иванов — Ночь
Владимир Шурочкин — Губы в губы
Диана — Я больше не твоя
Дмитрий Маликов — Ты одна, ты такая
Мурат Насыров — Мальчик хочет в Тамбов
Алла Горбачева — Он и она
Шура — Холодная луна
Лариса Черникова — Тайна
Кай Метов — Дай же мне
Президент и Амазонка — Детская плясовая
Золотое кольцо — На забытом берегу
Белый орел — Дорогая пропажа
Ляпис Трубецкой — Паренек
Сторона 2
Арнольд Петросов — Грязнули
Татьяна Овсиенко — Колечко
Восток — Снежная королева
Виктор Рыбин — Встречай меня
Светлана Рерих — Ночная Москва
Лицей — Паровозик-облачко
Леонид Агутин и Сосо Павлиашвили — Каких-то тысяча лет
Линда — Марихуана
Игорь Мельник — Московский дождь
Филипп Киркоров — Мало
Ника — Это мой секрет
Александр Шевченко — Будет все, как ты захочешь!
Алёна Апина — Между двух берегов
Балаган Лимитед — Че те надо?
Лайма Вайкуле и группа «Чай вдвоем» — Прощай

### Союз 21
Сторона 1
Алёна Апина и Мурат Насыров — Лунные ночи
Максим Леонидов — Видение
Татьяна Буланова — Серебристый тополь
Кай Метов — Где-то далеко идут дожди
Алла Пугачева — А я в воду войду
Русский размер и Профессор Лебединский — Глазунья
Алла Горбачева — Танго
Демидыч — Гитара
Клементия — Где-то за морями
Валерий Сюткин — Далеко
Анита Цой — Полет
Ногу свело! — Лилипутская любовь
Ляпис Трубецкой — Ты кинула
Дюна — Воздушный змей
Белый орел — Потому что нельзя быть на свете красивой такой
Сторона 2
Валерий Меладзе — Самба белого мотылька
Леонид Агутин и Анжелика Варум — Королева
Татьяна Буланова — Мой ненаглядный
Балаган Лимитед — Багамы, мама!
Лариса Черникова — Влюбленный самолет
Рок-острова — Не любить невозможно
Филипп Киркоров — Единственная
Марина Хлебникова — Чашка кофею
Александр Шевченко — Рыцарь
Шура — Отшумели летние дожди
Алика Смехова — Не перебивай
Мурат Насыров — Туда-сюда
Алёна Апина — Тук-тук
Несчастный случай — Что ты имела
Чиж & Co — Тучи над городом встали

## 1998

### Союз 22
Сторона 1
Андрей Губин — Я знаю, что ты знаешь
Леонид Агутин — Полночи
Юлия Началова — Любовь
Мурат Насыров — Моя история
Алёна Апина — Люби его
Валерий Меладзе — Говорила ты
Блестящие — Облака
Рок-острова — Маленькая колдунья
Коля Паралепипед — Так нельзя
Шиншиллы — Поющие в терновнике
Восток — Просто так
Александр Айвазов — Человек под дождем
Светлана Рерих — Ветер в парус
Демидыч — Чукча
Сторона 2
Натали — Ветер с моря дул
Мармелад — Колечко
Леонид Агутин и Анжелика Варум — Февраль
Класс — Но, но ночью так темно
Татьяна Иванова и группа «Комбинация» — Плачь не плачь
Филипп Киркоров — Веришь мне или не веришь
Гранд — Лам-лам
Диана — Не целуй ее
Мурат Насыров — Южная ночь
Золотое кольцо — Задумал да старый дед
Заплатки — Завтра выходной!
Шура — Don don don
Нэнси — Стройная, красивая!
Игорь Слуцкий и группа «Лихо» — Приходите в мой дом

### Союз 23
Сторона 1
Шура — День за окном
Андрей Губин — Забытый тобой
Алла Горбачева — Сон-трава
Филипп Киркоров — Ой, мама, шика дам!
Алла Пугачева — Мало-помалу
Борис Моисеев и Николай Трубач — Голубая луна
Лариса Черникова — Вспоминать и не надо
Отпетые мошенники — Всяко-разно
Точка росы — Сиртаки
С. Т.Д.К — Вот лето пролетело и АГА!
Натали — Облака
Евгений Осин — Таня+Володя
Унесенные ветром — Какао
Машина времени — Пусть лучше мир прогнется под нас
Сторона 2
Иванушки International — Тополиный пух (remix)
Наталья Сенчукова — Больше мне не звони
Александр Шевченко — Я тебя не буду искать
Карамель — Шуба-дуба
Дискотека Авария — Девочка
Кофе — Товарищ сержант
Агата Кристи — Ковер-самолет
Шиншиллы — Три желтых розы
Александр Маршал — Может быть
Лара Д'Элиа — Мамаякерра
Марина Хлебникова — Полоска взлетная
На-На — Игра
Золотое кольцо — Пой, гитара, пой!
Восток — Донна осень

## Двигай попой!

### 1 (1996)
Джимми Джи и Мистер Босс — Подвигай попой!
Хочу! — Бомба
DJ Валдай и DJ Василич — Хрен по колено
Президент и Амазонка — Лучшие друзья
Валерий Сюткин — 7000 над землей (house mix)
Русский размер — Человек собаке друг
Лариса Черникова — Подари мне ночь (remix)
Ю-Ла и Джимми Джи — Рэйвтайм (club mix)
3 in a house — Двигай (club edit)
Наталья Гулькина — Расстаемся (house mix)
Владимир Кузьмин — Я не забуду тебя (remix)
Свин хин-хин — Тот край (techno mix)

### 2 (1997)
Руки вверх! — Доброе утро!
Президент и Амазонка — Жу-жу
Чугунный скороход — Рэйвер 2 (DJ давай)
Triplex — Катапульта
Радиотранс — Горячий как солнце и мокрый как дождь
Ван Моо — Народное техно (remix'97)
Владимир Кузьмин — Похожа на мечту (classic groove house mix)
Руки вверх! — Love story (remix)
Русский размер и Профессор Лебединский — Джаяйя (Колбасная 7)
Чугунный скороход — Шамиль Басаев (Freedom to my people)
Русский размер — Максимум

### 3 (1997)
Вика Цыганова — Русская водка'97
Джимми Джи — Как-то раз
Кристина Беда — Шумел камыш
Ноги вниз! — Бабушка
Хочу! — Что ты делаешь?
Президент и Амазонка — Караванщик
Ласковый май — Белые розы'97
DJ Вовочка — Демоны
DJ Ctazz — Санта Барбара
Александр Айвазов — Бабочка-луна
Майами — Мамба-лумба
Мистер Малой и Наталья Ветлицкая — Лови кураж
Амазонка — Папа, мама, чемодан
Радиотранс — Хафанана

### 4 (1998)
Arrival — Зашибись! (О. С.П mix)
ДК Дэнс — Мальчик хочет в табло
Русский размер и Профессор Лебединский — Флюрография 9х12
Hi-Fi — Пионер
Шура — Don don don
DJ Валдай и DJ Василич — Samba de lambada (Интервью rmx)
Павел Кабанов — Скинь на пейджер
Игорь Крестовский — Охота
Президент и Амазонка — Цыпленок жареный
Йогурт и Джамбо — Кокос
Шура — Нам хорошо
DJ Вовочка — Главное — сухо
Кай Метов — Только ты, только я (Р. Рябцев remix)
DJ Вовочка — Гюльчетай

### 5 (1998)
Майами — Абу-Даби
Дискотека Авария — Двигай-двигай!
Отпетые мошенники — Всяко-разно
Шура — Мы разные
Ляпис Трубецкой и Роман Рябцев — Ты кинула (Техноляпис)
Arrival — Хорошо!
DJ Вовочка — Бамбарбия
Двойная игра — Летчик
Русский размер — Нормальный вечер
DJ Найк и Майя — Девочка-малышка
Илья Оболенский — Сон
Коля Паралепипед — Я знаю, ты знаешь
Сивара — Джамбо
Восток — До встречи!

## Артисти

### Игорь Малинин
Альбом «Частушки (1 часть) (1995)»
Штирлиц
Поручик Ржевский
Ведра-коромысла
Косячки
Ля-ля, тополя
Песня о Жириновском
Чапаев
Поручик Ржевский 2
Штирлиц 2
Частушки
Милая в халатике
Полковник Знаменский
Китайские корефаны
Чукча
Чемодан

### Шура
Альбом «Shura» (1997)
Холодная луна
Are you ready? (Вы готовы?)
I know (Я знаю)
Нам хорошо
Отшумели летние дожди
Порушка-Пораня
Never (Никогда)
Дон (Don don don)
Зимушка-зима
Луна-2
Альбом «Shura 2» (1998)
Ты не верь слезам
Отшумели летние дожди
День за окном
Мы разные
Три пути
Хороводная
Вечность
Ла-ла-лей (Мотивчик)
Нам хорошо (remix)
Отшумели летние дожди (remix)
Альбом «Сказка» (1999)
Сказка (1 версия)
Сказка (2 версия «Небо за нас»)
Заветный край (Край любви)